# Mr. Saxobeat
«Mr. Saxobeat» — сингл румынской певицы Александры Стан, выпущенный в 2010 году. Песня была успешной в Румынии, где несколько недель занимала первое место в чарте синглов. Песня по счёту является третьей, которую Стан выпустила за всю свою карьеру.

## Видео
Релиз официального видео на песню состоялся 15 ноября 2010 года.

## Реакция критиков
Illvibes сказал, что песня ему понравилась, назвав её «заразной».

## Выступление в чартах
Песня имела большой успех на родине певицы — в Румынии, где она достигла первого места, и находится там восемь недель подряд, и стала лидером по продолжительности нахождения на этой позиции в Румынии в 2010 году.
Во Франции «Mr. Saxobeat» попал в официальный чарт цифровой дистрибуции, созданный SNEP, достигнув там на второй неделе девятой позиции.
В Испании песня дебютировала на 47 месте в местном чарте синглов. В США в чарте Billboard Hot 100 песня достигла 21 строки.

## Концертное исполнение
Александра Стан исполнила песню на L!ve Revolution, посвящённом наступлению нового года. Выступление было положительно оценено MTV, назвавшим Стан самой смелой исполнительницей всего шоу.

## Чарты
| Чарт (2010-11)                      | Наивысшее место |
| ----------------------------------- | --------------- |
| Австрия (Ö3 Austria Top 40)         | 1               |
| Бельгия/Валлония (Ultratop 50)      | 2               |
| Бельгия/Фландрия (Ultratop 50)      | 5               |
| Канада (Canadian Hot 100)           | 25              |
| Чехия (Rádio — Top 100)             | 3               |
| Дания (Tracklisten)                 | 1               |
| Бразилия (Dance Club/Play)          | 1               |
| Финляндия (Suomen virallinen lista) | 2               |
| Франция (SNEP)                      | 6               |
| Греция (IFPI Greece)                | 5               |
| Германия (GfK)                      | 1               |
| German Airplay Chart                | 2               |
| Венгрия (Dance Chart)               | 4               |
| Венгрия (Rádiós Top 40)             | 1               |
| Ирландия (IRMA)                     | 6               |
| Италия (FIMI)                       | 1               |
| Нидерланды (Dutch Top 40)           | 2               |
| Норвегия (VG-lista)                 | 2               |
| Румыния (UPFR)                      | 1               |
| Россия (Russian TopHit 100)         | 2               |
| Шотландия (OCC Scotland)            | 2               |
| Словакия (Rádio — Top 100)          | 1               |
| Испания (PROMUSICAE)                | 3               |
| Швеция (Sverigetopplistan)          | 3               |
| Швейцария (Schweizer Hitparade)     | 1               |
| Великобритания (OCC UK Dance)       | 1               |
| Великобритания (OCC UK Singles)     | 3               |
| US Hot Dance Airplay (Billboard)    | 1               |
| США (Billboard Latin Pop Airplay)   | 13              |
| США (Billboard Hot 100)             | 33              |

## История релиза
| Регион  | Дата                 | Формат               | Лейбл         |
| ------- | -------------------- | -------------------- | ------------- |
| Франция | 14 февраля 2011 года | CD сингл             |               |
| США     | 15 февраля 2011 года | Цифровая дистрибуция | Ultra Records |